# Mulloidichthys flavolineatus

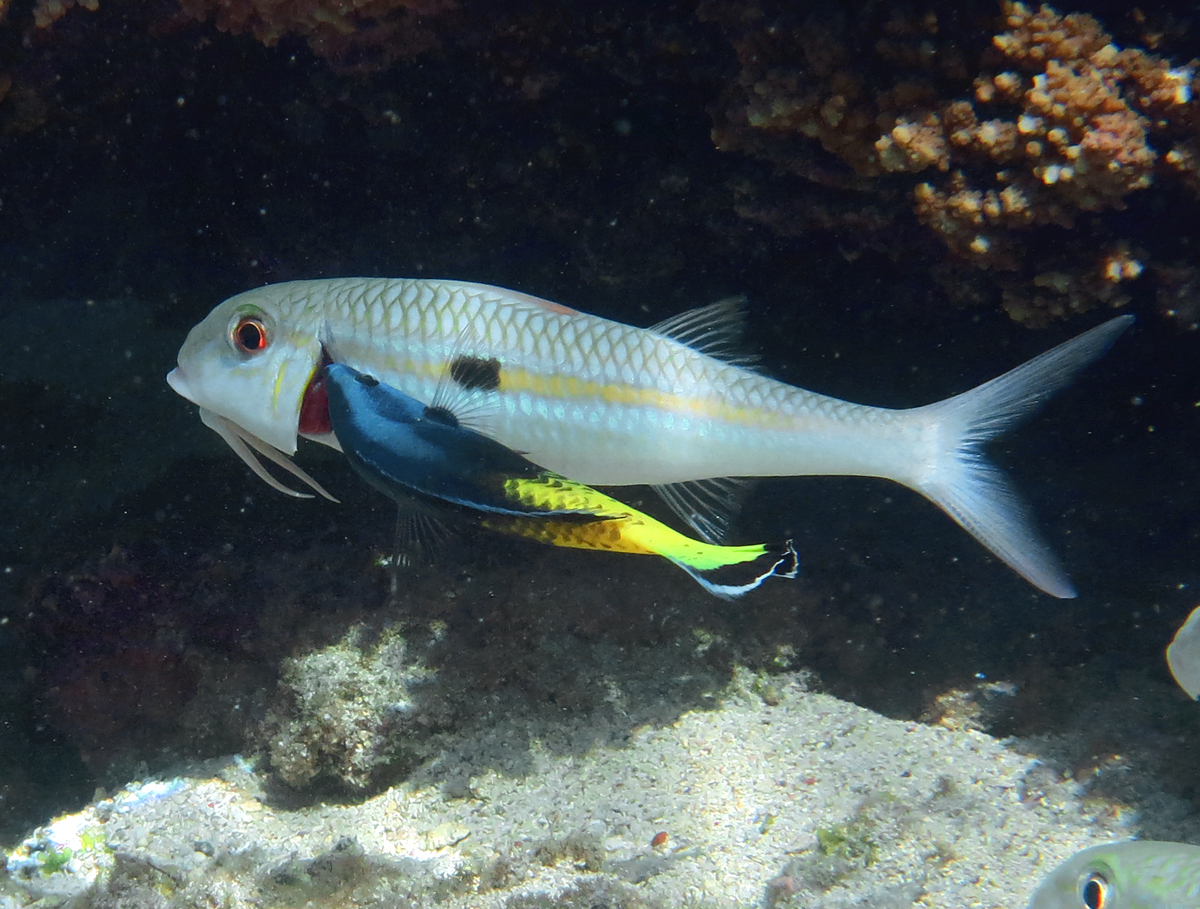
Mulloidichthys flavolineatus e Labroides bicolor

Mulloidichthys flavolineatus (Lacépède, 1801) è un pesce appartenente alla famiglia Mullidae proveniente dalle regioni tropicali dell'Indo-Pacifico.

## Distribuzione e habitat
Proviene dalle barriere coralline dell'oceano Pacifico, dell'oceano Indiano e del Mar Rosso. Predilige le zone con fondali sabbiosi, fino a circa 76 m di profondità. È una specie comune.

## Descrizione
Presenta un corpo leggermente compresso sull'addome, che può occasionalmente arrivare a 43 cm di lunghezza anche se di solito non supera i 25. La colorazione è abbastanza variabile, ma sui fianchi è presente una linea gialla orizzontale che attraversa tutto il corpo, interrotta da una macchia nera ovale. La pinna caudale è giallastra e biforcuta.

## Biologia

### Comportamento
Può formare grandi banchi.

### Alimentazione
Si nutre di pesci più piccoli e di invertebrati acquatici come molluschi bivalvi e gasteropodi, vermi policheti (Sabella), ricci di mare e crostacei, soprattutto gamberi.

### Predatori
È spesso preda di Gymnothorax flavimarginatus.

## Tassonomia
È la specie tipo del genere Mulloidichthys.

## Pesca
Viene pescato abbastanza frequentemente.